# Sakaryaspor
El Sakaryaspor es un equipo de fútbol de Turquía que milita en la TFF Primera División, la segunda liga de fútbol más importante del país.

## Historia
Fue fundado en el año 1965 en la ciudad de Sakarya tras la fusión de los equipos Yıldırımspor, Idmanyurdu, Güneşspor y Ada Gençlik.
Cuenta en su historial con solo 8 participaciones en la Superliga de Turquía y nunca la ha podido ganar, aunque ha sido campeón de Copa en 1 ocasión en la única final disputada y ha jugado una supercopa, la cual perdió ante uno de los grandes del Turquía, el Galatasaray SK.
A nivel internacional ha participado en 1 torneo continental, en la Recopa de Europa de Fútbol de 1988/89, donde fue eliminado en la Segunda ronda por el Eintracht Fráncfort de Alemania.

## Palmarés
- Copa de Turquía: 1

1987/88
- Supercopa de Turquía: 0
  - Finalista: 1

1987/88
- TFF Primera División: 2

2004, 2006
- TFF Segunda División: 2

1998, 2022

## Participación en competiciones de la UEFA
| Temporada | Torneo                | Ronda | Club                | Casa | Visita | Global |
| --------- | --------------------- | ----- | ------------------- | ---- | ------ | ------ |
| 1988/89   | UEFA Cup Winners' Cup | 1     | Békéscsabai ESSC    | 2–0  | 0–1    | 2–1    |
| 1988/89   | UEFA Cup Winners' Cup | 2     | Eintracht Frankfurt | 0–3  | 1–3    | 1–6    |

### Futbolistas destacados
| - Aykut Kocaman - Aytaç Ak - Bülent Uygun - Engin İpekoğlu - Ergin Keleş - Ergün Teber - Fuat Yaman - Gökhan Kök - Hakan Şükür - Mahmut Hanefi Erdoğdu - Muhammet Özdin - Mustafa Pektemek - Oğuz Çetin - Okan Yılmaz - Oktay Derelioğlu - Onur Karakuş - Özgürcan Özcan - Ragıp Başdağ - Rahim Zafer - Recep Çetin | - Şenol Çorlu - Taner Demirbaş - Tarık Daşgün - Tuncay Şanlı - Turan Sofuoğlu - Vedat Uysal - Yalçın Ayhan - Yaser Yıldız - Yasin Çelik - Nejat Ersin - Mustafa Zejnellov - Franco Cángele - Alejandro Capurro - Claudio Fernando Graf - Luis Martínez - Dominik Werling - Baba Adamu - Richard Kingson - Igor Nikolovski - Cosmin Bodea | - Omar Diallo - Mbaye Badji - Saïd Makasi |